# ماديسون ماكلولين
ماديسون بلين ماكلولين (بالإنجليزية: Madison Blaine McLaughlin)‏، هي ممثلة أمريكية، ولدت في 5 نوفمبر 1995 في باتون روج، لويزيانا.

## روابط خارجية
- ماديسون ماكلولين على موقع IMDb (الإنجليزية)
- ماديسون ماكلولين على موقع ميتاكريتيك (الإنجليزية)
- ماديسون ماكلولين على موقع روتن توميتوز (الإنجليزية)
- ماديسون ماكلولين على موقع قاعدة بيانات الأفلام العربية
- ماديسون ماكلولين على موقع ألو سيني (الفرنسية)
- ماديسون ماكلولين على موقع أول موفي (الإنجليزية)
- ماديسون ماكلولين على موقع قاعدة بيانات الفيلم (الإنجليزية)
- ماديسون ماكلولين على موقع كينوبويسك (الروسية)